# William Duncan Strong
William Duncan Strong (1899–1962) fou un arqueòleg i antropòleg estatunidenc conegut per la seva aplicació de l'aproximació històrica directa per a l'estudi dels pobles indígenes del Nord i Amèrica del Sud.
Strong va néixer a Portland (Oregon) i inicialment va estudiar zoologia, però va canviar el seu enfocament cap a l'antropologia a la Universitat de Califòrnia a Berkeley, sota la influència d'Alfred L. Kroeber, qui es va convertir en el seu "principal mestre, mentor i amic". Strong completà el seu doctorat en 1926 amb una dissertació titulada "An Analysis of Southwestern Society". Un estudi relacionat sobre "Aboriginal Society in Southern California", presentà el seu detallat treball de camp sobre els serranos, luiseños, cupeños, i cahuilla, i ha estat considerat com a "un dels primers i un dels millors esforços d'un antropòleg estatunidenc per combinar l'anàlisi estructural-funcional amb les dades històriques i la interpretació". Strong també va fer treball de camp etnogràfic entre els naskapi de Labrador.
La majoria de les contribucions antropològiques de Strong eren específicament en l'arqueologia. El seu estudi de 1935, "An Introduction to Nebraska Archaeology", s'acredita amb la prestació d'un impuls important per a l'aproximació històrica directa en l'arqueologia. En la dècada de 1930 Strong, Waldo Rudolph Wedel i A. T. Hill trobaren evidències arqueolòqiques a Nebraska que eren diferents de les tradicions prehistòriques de les planures centrals i silvícola. Les evidències foren atribuïdes a una nova cultura anomenada cultura del riu Dismal o complex del riu Dismal, per la seva localització a la conca del riu Dismal de Nebraska, datada entre 1650 i 1750.
Va fer treball de camp pioner a la vall de San Joaquin de Califòrnia, al Nord-oest del Pacífic, a les Grans Planes, Labrador i Hondures. A Perú va desenvolupar mètodes estadístics per a seriar els estils de ceràmica i se li atribueix el descobriment de la tomba del déu de la guerra Ai Apaec el 1946.
Strong va ocupar càrrecs acadèmics en la Universitat de Nebraska i Universitat de Colúmbia. Entre els seus estudiants notables hi havia els arqueòlegs Waldo Wedel i Gordon Willey.